# احمد گادژی‌ماگمدوف
احمد گادژی‌ماگمدوف (به انگلیسی: Franklin Maren ؛ زادهٔ ۲۱ آوریل ۱۹۹۰) کشتی‌گیر آزادکار اهل روسیه است.
از افتخارات وی می‌توان به کسب مدال برنز مسابقات قهرمانی کشتی جهان ۲۰۱۸ اشاره کرد.

## مسابقات قهرمانی کشتی جهان ۲۰۱۸
ماگمدوف در وزن ۷۹ کیلوگرم کشتی آزاد مسابقات قهرمانی کشتی جهان ۲۰۱۸ بوداپست حاضر بود که در مسابقه های اول و دوم بختیار ایزباساروف از قزاقستان و اونوربات پروجاو از مغولستان را شکست داد اما در نیمه نهایی به کایل داک از آمریکا باخت و به دیدار رده‌بندی رفت. وی در دیدار رده‌بندی داویت خوتسیشویلی از گرجستان را شکست داد و مدال برنز وزن ۷۹ کیلوگرم را بدست آورد.